# اوزیورنی (باشقیرستان)
اوزیورنی (انگلیسی: Ozyorny, Republic of Bashkortostan) یک شهرک در شهرستان اوچالینسکی استان باشقیرستان کشور روسیه است.